# 아이슬란드 국립박물관

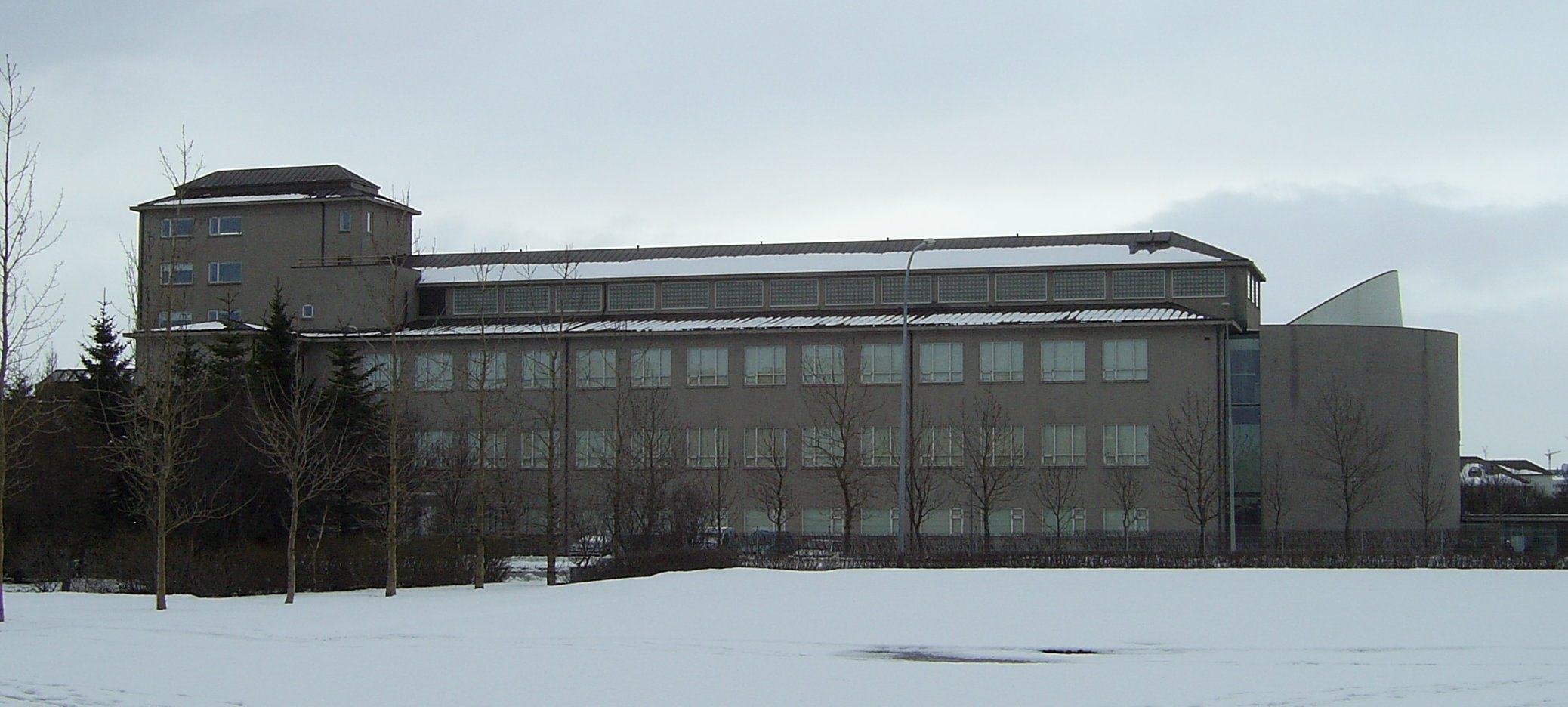
아이슬란드 국립박물관

아이슬란드 국립박물관(아이슬란드어: Þjóðminjasafn Íslands)은 아이슬란드 레이캬비크에 위치한 국립박물관이다. 덴마크의 여러 박물관에서 아이슬란드 컬렉션 보존 업무를 담당했던 민화 수집가 욘 아우르드나손(Jón Árnason)을 초대 관장으로 1863년 2월 24일에 설립되었다.